# Société anonyme des ateliers d’aviation Louis Breguet
Breguet (celým názvem Société anonyme des ateliers d’aviation Louis Breguet) byl francouzský letecký výrobce založený v roce 1911 leteckým průkopníkem Louisem Charlesem Breguetem (1880-1955). Hlavní závod byl ve Villacoublay blízko Paříže.
Roku 1966 vznikla joint venture mezi Breguetem a britskou British Aircraft Corporation pod názvem SEPECAT (Société Européenne de Production de l'Avion d'École de Combat et d'Appui Tactique - česky Evropská společnost pro výrobu letounu pro školní účely a taktickou bitevní podporu), jejímž účelem byl vývoj letounu SEPECAT Jaguar.
V roce 1969[zdroj?] došlo k fúzi s Avions Marcel Dassault do celku Avions Marcel Dassault - Breguet Aviation (jiné zdroje uvádí rok 1970). V roce 1990 byla společnost přejmenována na Dassault Aviation.

## Přehled letadel
(Před fúzí s Avions Marcel Dassault)

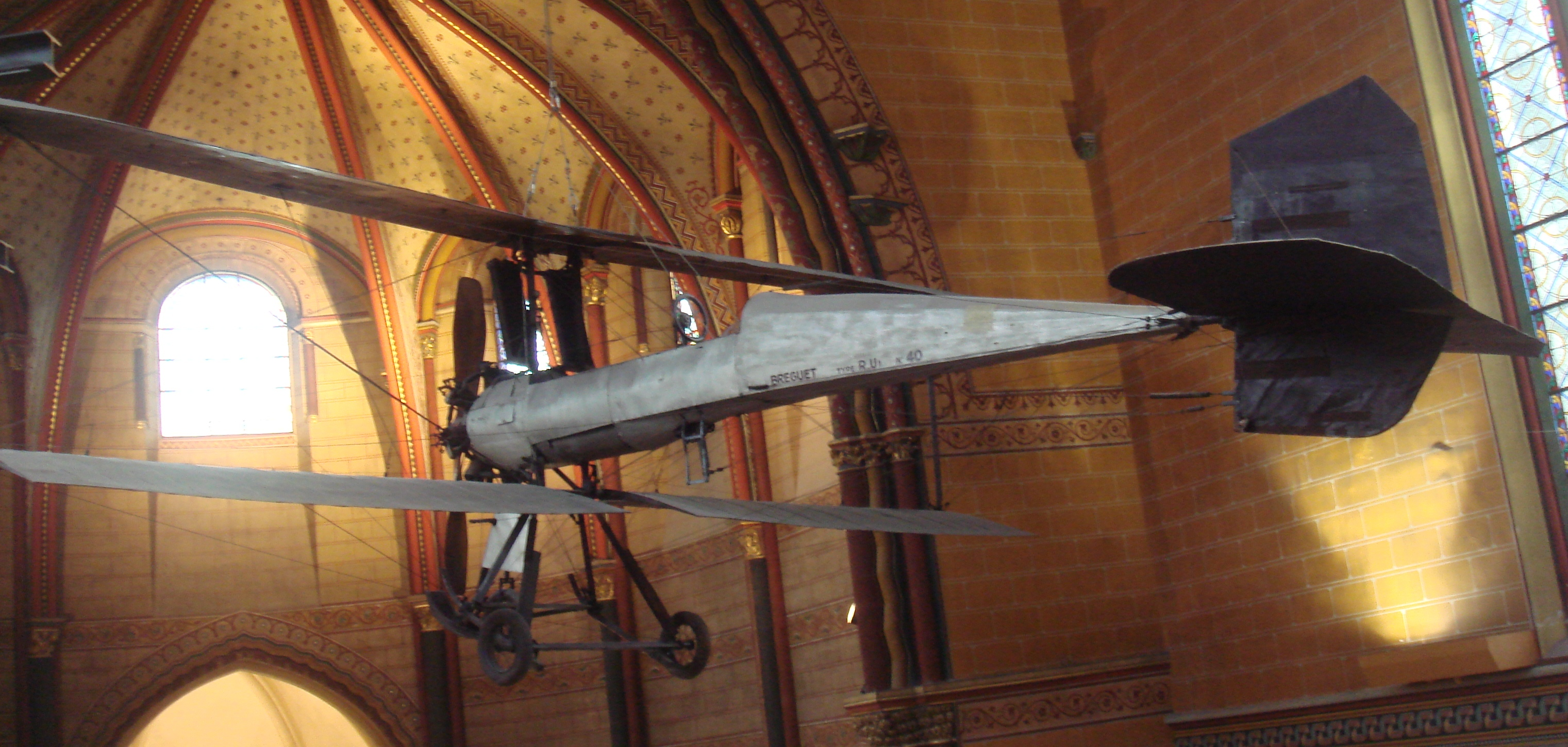
Breguet typ R.U1

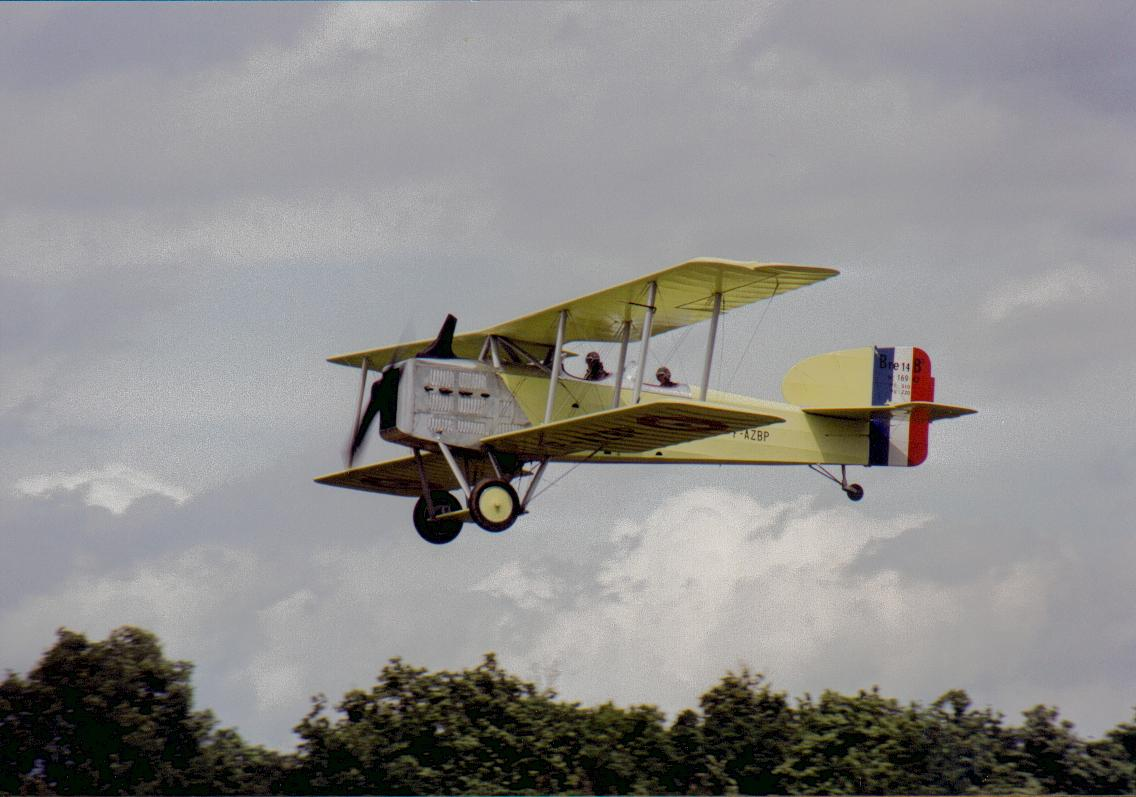
Breguet 14

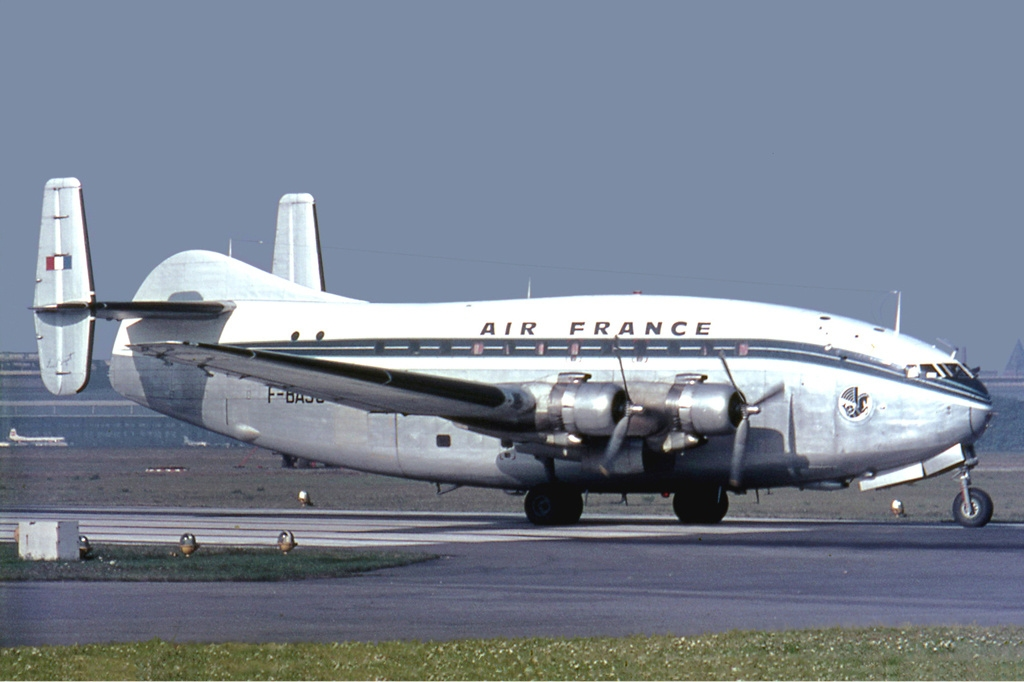
Breguet 763

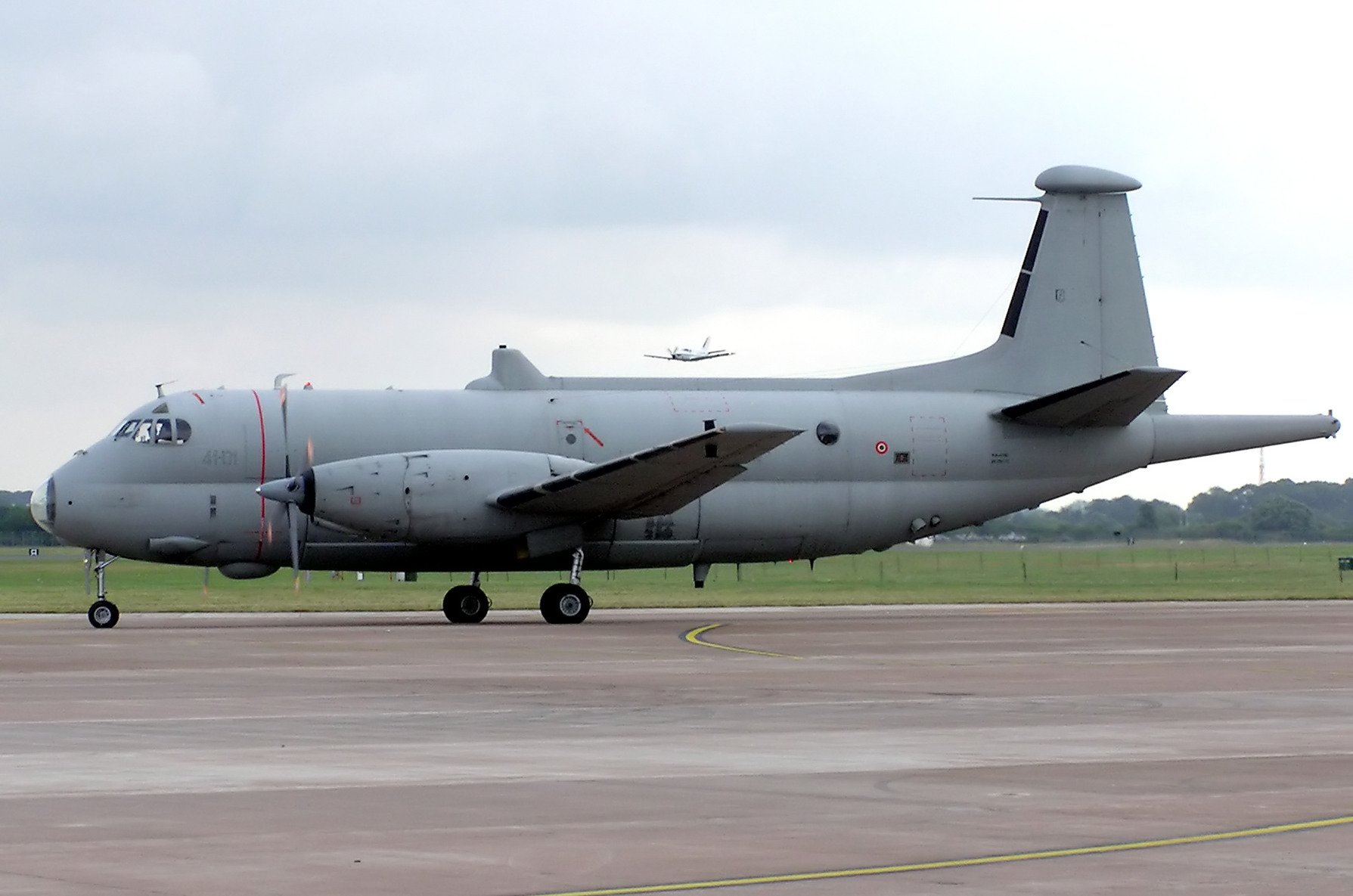
Breguet Atlantic

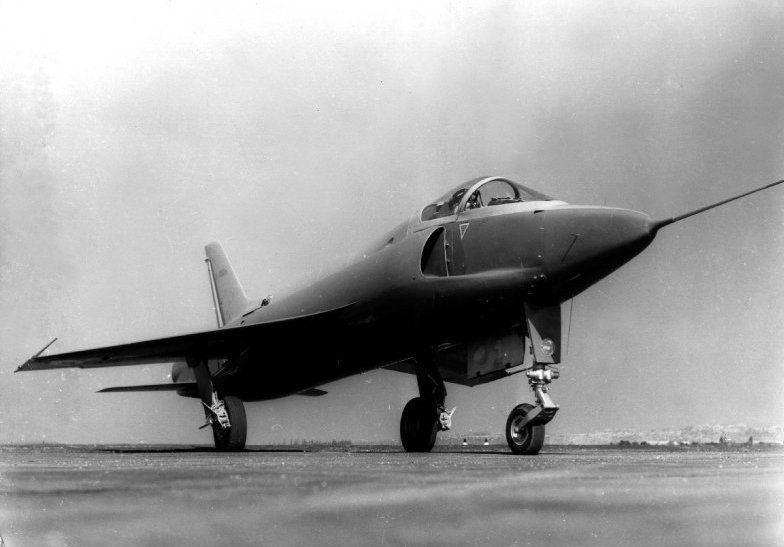
Breguet 1100

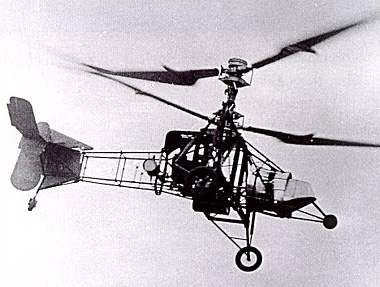
Breguet-Dorand Gyroplane Laboratoire

- Breguet-Richet Gyroplane (1907)
- Breguet-Richet Gyroplane č.2 (1908)
- Breguet typ I (1909)
- Breguet typ II (1910)
- Breguet typ III (1910)
- Breguet typ IV (1911)
- Breguet R.U1 (1911)
- Breguet Aerhydroplane (1913)
- Breguet Bre.4 (1914)
- Breguet Bre.5 (1915)
- Breguet 6 (1915)
- Breguet 12 (1918)
- Breguet 14 (1916)
- Breguet 16 (1918)
- Breguet 17 (1918)
- Breguet 19 (1922)
- Breguet 26T (1926)
- Breguet 280T (1928)
- licenční Short S.8 Calcutta (1928)
- Breguet 27 (1929)
- Breguet 270 (1929)
- Breguet 393T (1931)
- Breguet 410 [5]
- Breguet 460 Vultur
- Breguet 470 (1936)
- Breguet 480 -
- Breguet 482 (1947)
- Breguet 500 Colmar
- Breguet 521 Bizerte (1933)
- Breguet 530 Saigon
- Breguet 693 (1938)
- Breguet 730 (1938)
- Breguet 763 (1949)
- Breguet 790 Nautilus
- Breguet 890 Mercure
- Breguet Br 900 Louisette (1948)
- Breguet Br 901 Mouette (1954)
- Breguet Br 904 Nymphale (1956)
- Breguet Br 905 Fauvette (1958)
- Breguet 940
- Breguet 941 (1961)
- Breguet Vultur (1951) Br.960
- Breguet Taon (1957) Br.1001
- Breguet Alizé (1956) Br.1050
- Breguet 1100
- Breguet Atlantic (1961) Br.1150
- Breguet-Dorand Gyroplane Laboratoire (1935) - prototyp helikoptéry

## Letadla Leduc
- Leduc 0.10
- Leduc 0.21
- Leduc 0.22

## Automobily
V roce 1907 ve firmě vzniklo ve firmě také několik automobilů. Šlo o dva modely se šestiválcovými motory, volitelně s výkonem 30 nebo 50 koní. Během druhé světové války byly kvůli celkovému nedostatku benzínu vyráběny elektromobily. K pohonu soužil motor firmy Paris-Rhône umístěný vzadu. Rozvor byl 198 cm, uváděná maximální rychlost 48 km/h a dojezd na jedno nabití 104 kilometrů. Elektromobil Breguet z roku 1942 je vystaven v Louwman Collection v Haagu.

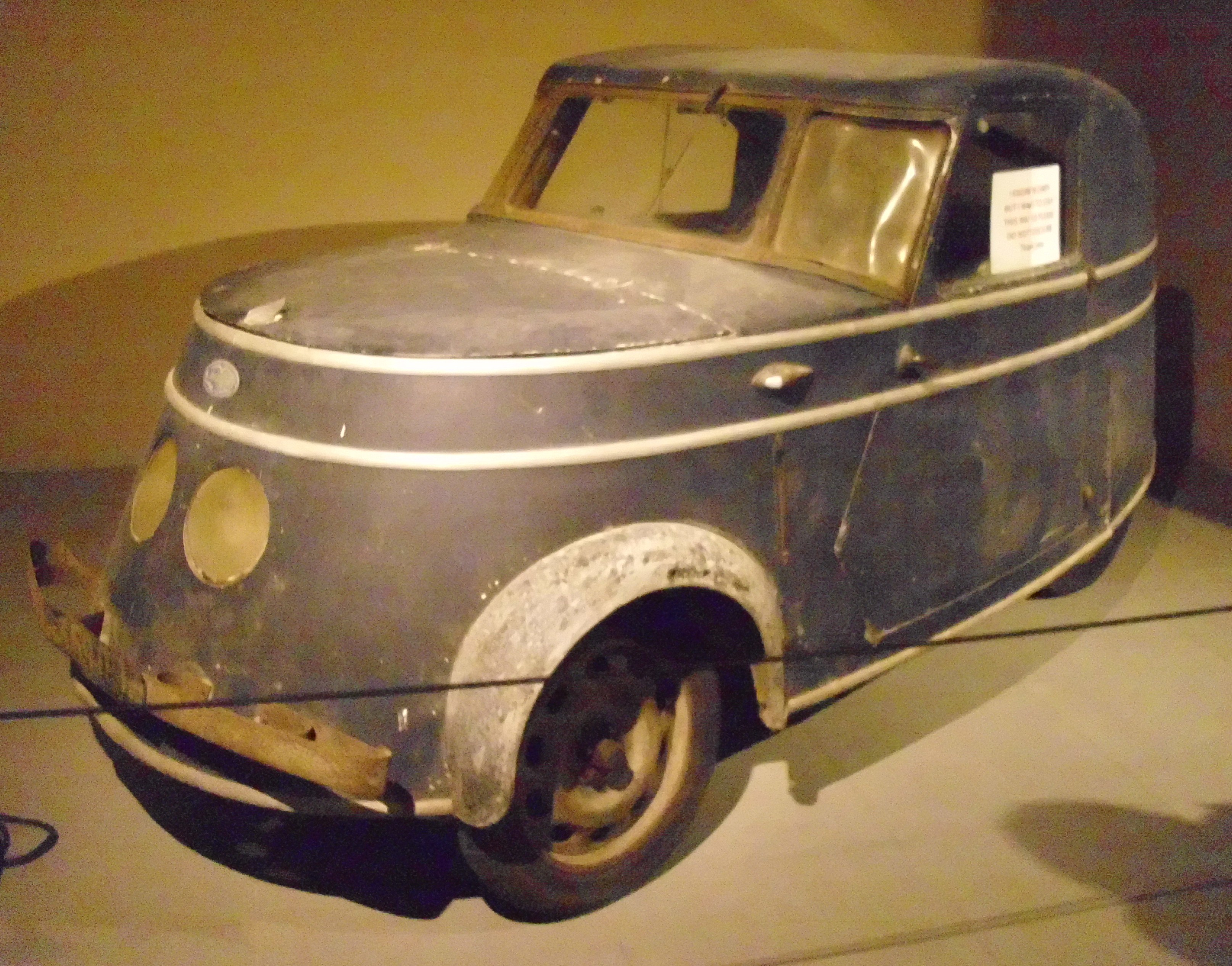
Breguet A 2 z roku 1942